# Aïman Maurer
Aïman Maurer, né le 25 septembre 2004 à Neuilly-sur-Seine en France, est un footballeur franco-marocain qui joue au poste de milieu de terrain au RWD Molenbeek.

## Biographie

### Naissance, jeunesse et débuts (2004-2019)
Aïman Maurer naît le 25 septembre 2004 à Neuilly-sur-Seine d'un père français et d'une mère marocaine. Il fait ses débuts à l'âge de six ans à l'AF Garenne-Colombe avant de rejoindre le centre de formation du Paris Saint-Germain. Après trois ans, il poursuit sa formation à l'AC Boulogne-Billancourt avant de signer à Red Star FC.

### Formation à Clermont Foot (depuis 2019)
Le 1er juillet 2019, il s'engage à Clermont Foot 63 et intègre directement la catégorie des U19. À partir de juillet 2021, il intègre l'effectif de la réserve qui évolue en National 3.
Le 3 décembre 2022, il signe son premier contrat professionnel à Clermont Foot jusqu'en juin 2025,. Plus tard, le 5 février 2023, il dispute son premier match professionnel en étant titularisé face à l'AS Monaco (défaite, 0-2). Après ses débuts, il devient officiellement le plus jeune joueur de l'histoire du club à commencer un match professionnel à l'âge de 18 ans et 4 mois.

### Prêt à Dunkerque (2024- )
En décembre 2023, Maurer est prêté sans option d'achat pour 6 mois à Dunkerque,.

### En sélection
Possédant un double passeport français et marocain, Aïman Maurer a l'embarras du choix concernant les sélections nationales.
En juin 2022, il participe aux Jeux méditerranéens de 2022 en Algérie avec le Maroc -18 ans et atteint la troisième place du tournoi derrière la France -18 ans et l'Italie -18 ans,.
Le 22 mars 2023, il rejoint le Maroc olympique sous le nouveau sélectionneur Issame Charaï pour un match amical face à la Côte d'Ivoire olympique à Rabat dans le cadre des préparations à la Coupe d'Afrique des nations de football des moins de 23 ans qui se déroulera au Maroc en 2023,. Sur le banc deux jours plus tard face au Togo olympique (victoire, 2-0), il remplace Nassim Chadli lors du troisième match face enchaîne face à l'Ouzbékistan olympique, le 27 mars en disputant l'entièreté de la deuxième mi-temps (victoire, 3-0).
N'ayant pas pris part à la Coupe d'Afrique des nations des moins de 23 ans en juin 2023, il est sélectionné en septembre 2023 et entre en jeu à la place de Zakaria El Ouahdi lors d'un match amical le 7 septembre contre le Brésil olympique à Fès (victoire, 1-0),. Un deuxième match amical prévu le 11 septembre dans la même ville est annulé par la fédération marocaine à la suite du séisme au Maroc,.

### En sélection marocaine
Le tableau suivant liste les rencontres de l'équipe du Maroc U23 des catégories des jeunes dans lesquelles Aïman Maurer a été sélectionné depuis le 24 mars 2023.
| Catégorie | Date             | Lieu       | Adversaire             | Résultat | Minutes | Compétition  | Buts | Passes | Capitaine | Club          |
| --------- | ---------------- | ---------- | ---------------------- | -------- | ------- | ------------ | ---- | ------ | --------- | ------------- |
| Maroc U23 | 24 mars 2023     | Rabat      | Togo                   | 2 – 0    | 27 min  | Match amical | 1    | 0      | Non       | Clermont Foot |
| Maroc U23 | 27 mars 2023     | Rabat      | Ouzbékistan            | 3 – 0    | 4 min   | Match amical | 0    | 0      | Non       | Clermont Foot |
| Maroc U23 | 7 septembre 2023 | Fès        | Brésil                 | 1 – 0    | 1 min   | Match amical | 0    | 0      | Non       | Clermont Foot |
| Maroc U23 | 12 octobre 2023  | Casablanca | Irak                   | 0 – 1    | 62 min  | Match amical | 0    | 0      | Non       | Clermont Foot |
| Maroc U23 | 16 octobre 2023  | Casablanca | République dominicaine | 3 – 1    | 5 min   | Match amical | 0    | 0      | Non       | Clermont Foot |

## Palmarès
Maroc -18 ans :
- Jeux méditerranéens
  -  Troisième : 2022